# 赤道幾內亞底鰕鱂
赤道幾內亞底鰕鱂，為輻鰭魚綱鯉齒目鰕鱂亞目鰕鱂科的其中一種，為熱帶淡水魚，分布於非洲赤道幾內亞淡水流域，體長可達2.6公分，棲息在溪流、池塘底中層水域，生活習性不明，可作為觀賞魚。

## 擴展閱讀
維基物種上的相關：赤道幾內亞底鰕鱂